# Borut Kardelj
Borut Kardelj, slovenski pesnik in arhitekt, * 22. marec 1941, Ljubljana, † 30. december 1971, Ljubljana.

## Življenjepis
Borut Kardelj se je rodil aktivistoma OF Pepci in Edvardu Kardelju v ljubljanski porodnišnici. Po rojstvu se je družina preselila v Zagreb, od koder se je čez nekaj mesecev vrnila v Ljubljano. Zaradi dejavnosti staršev je Borut Kardelj med drugo svetovno vojno živel v Ljubljani pri raznih družinah. Nekaj časa tudi pri družini Rabič  v Trnovem, ki ga je predstavljala kot nezakonskega sina Petra Rabiča. Po končani vojni se je s pravimi starši preselil v Beograd, kjer je končal osnovno šolo in gimnazijo. V Ljubljani je leta 1966 zaključil študij arhitekture. S pesnico in igralko Svetlano Makarovič je hotel pobegniti na Madagaskar, a se je njuna pot končana na obrobju Ljubljane. Poročen je bil z igralko Ivo Zupančič, v zakonu se je rodil Janez Kardelj, akademski slikar. Borut Kardelj je življenje tragično končal s samomorom.

## Zbirka pesmi
Pesmi je pričel pisati že v gimnazijskih letih. Tragične vojne podobe , povsod prisotna smrt in zabrisane korenine so nepogrešljivi del njegove poetike. Iz lastnih hudih doživetij je snoval občutene pesmi, ki so izšle v zbirki Lačne zarje leta 1973. O njih je napisal Ivan Potrč, da so »eno najbolj pristnih pričevanj otroka in to od prvega zapisa do zadnje pesmi.« 

## Objavljena dela
- Lačne zarje (Mladinska knjiga, Ljubljana, 1973)
- Veliki temni val (COBISS)
- Lačne zarje/Veliki temni val (Ljubljana, 2006) (COBISS)